# Conquista de Tenerife
La conquista de Tenerife fue el proceso histórico por el cual la isla de Tenerife, en el archipiélago atlántico africano de Canarias ―España―, fue incorporada a la corona de Castilla entre 1494 y 1496 mediante la ocupación militar del territorio habitado por los aborígenes guanches. La llevó a cabo de manera particular el capitán andaluz Alonso Fernández de Lugo con la autorización de los Reyes Católicos, a quienes pertenecían los derechos de conquista.
Fue la última isla canaria en ser conquistada, justo después de la de La Palma (1492-1493), formando parte de la denominada etapa realenga de la conquista de Canarias pues fue asumida por los reyes de Castilla.

## Antecedentes
A finales del siglo XV Tenerife permanecía como la isla más indómita del archipiélago dada su gran población y la belicosidad de los guanches, habiendo tenido varios intentos infructuosos de conquista por parte de los detentores del señorío de Canarias.
Finalmente, en diciembre de 1493 el capitán Alonso Fernández de Lugo obtuvo de los Reyes Católicos la confirmación de sus derechos de conquista sobre la isla de Tenerife y, a cambio de renunciar a la prima prometida por la conquista de La Palma, reclamó el gobierno de la isla, aunque no obtuvo participación en el quinto real.
La financiación de la conquista fue llevada a cabo con la venta de sus plantaciones de azúcar en el valle de Agaete, obtenido tras la conquista de Gran Canaria, y asociándose con comerciantes italianos asentados en Sevilla.
Tenerife estaba dividida en el momento de la conquista en nueve reinos o menceyatos. Por su actitud ante los castellanos, cabe distinguir los bandos de paces, que se mostraron neutrales o proclives a los castellanos. Eran los bandos del sur y del este (Anaga, Güímar, Abona y Adeje), es decir, aquellos que habían tenido más contacto con los castellanos a través de la actividad misionera. El bando de guerra agrupaba a los menceyatos del norte (Tegueste, Tacoronte, Taoro, Icod y Daute).

## La conquista
En abril de 1494, y procedente de Gran Canaria, desembarcó el conquistador en la costa de la actual Santa Cruz de Tenerife con una tropa de peninsulares y canarios formada por unos dos mil hombres de a pie y doscientos a caballo. Tras levantar un fortín se dispuso a adentrarse hacia el interior de la isla. Intentó un acercamiento a los bandos de guerra y a Bencomo, mencey del más importante menceyato hostil le ofreció amistad, la aceptación del cristianismo y el sometimiento a la autoridad de los Reyes Católicos. El rechazo de las dos últimas condiciones hizo inevitable el enfrentamiento.

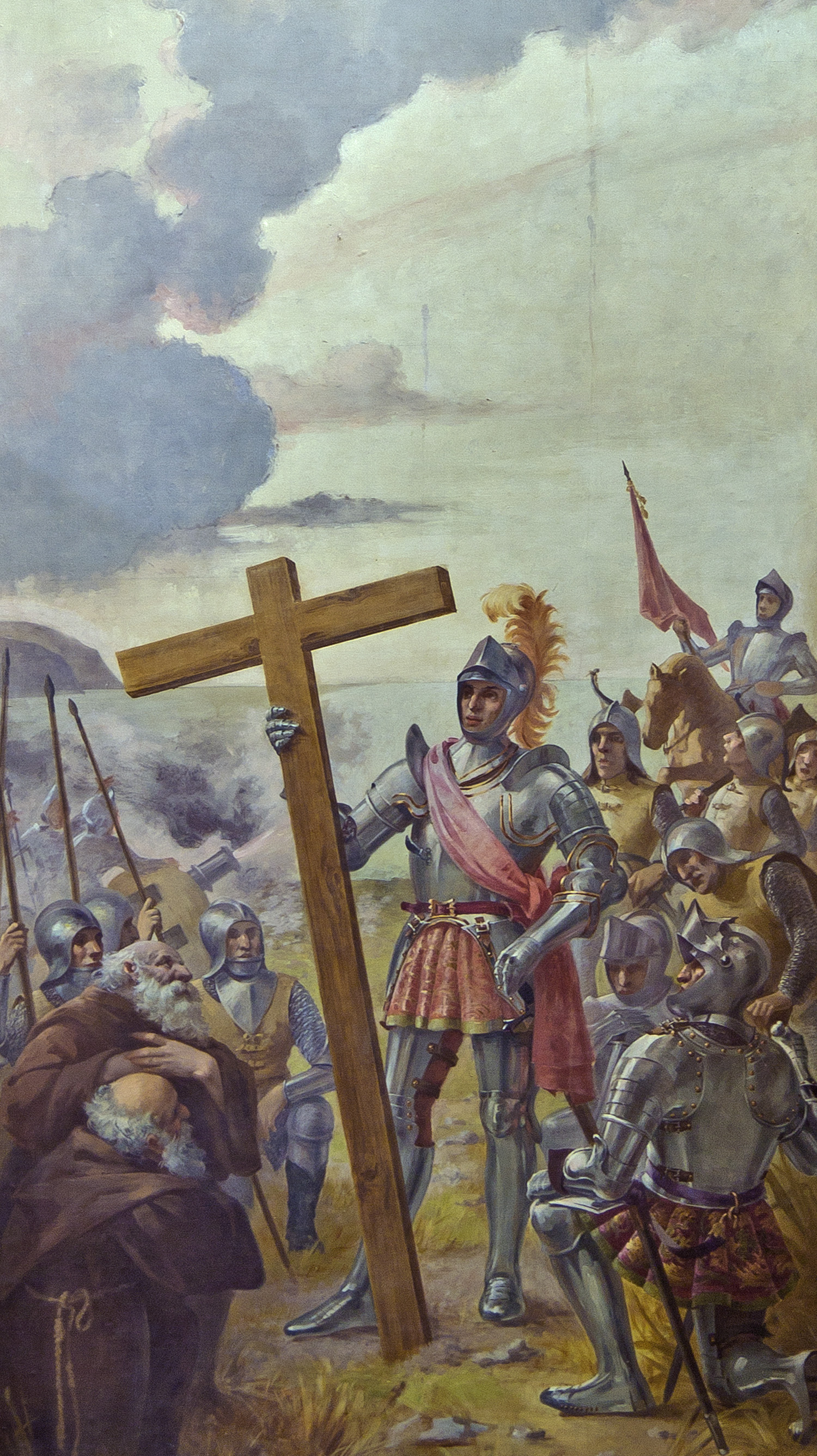
Alonso Fernández de Lugo conquistó las islas de La Palma y Tenerife, y dio con ello fin a la conquista de las Islas Canarias.

El primer encuentro armado fue la célebre primera batalla de Acentejo que tuvo lugar en las proximidades del barranco de Acentejo. El ejército conquistador se adentró por el norte de la isla en dirección al valle de La Orotava con el objetivo de doblegar a los guanches en el núcleo de su resistencia. Los guanches esperaron emboscados a los castellanos que, sorprendidos sufrieron un grave descalabro, perdiendo en la batalla el ochenta por ciento de sus fuerzas. Alonso Fernández de Lugo pudo escapar hacia Gran Canaria, donde preparó un nuevo asalto con tropas mejor adiestradas y más recursos financieros aportados por comerciantes genoveses y nobles castellanos. Los guanches, dueños de la situación, destruyeron el fortín construido por los castellanos.
Tras esto, con un ejército mejor armado y entrenado, Alonso de Lugo retornó a Tenerife. Tras reconstruir el fortín de Añazo, se dirigió hacia los llanos de Aguere (La Laguna), donde en noviembre derrotó a Bencomo en la conocida como batalla de La Laguna. La caballería y los refuerzos aportados por Fernando Guanarteme fueron decisivos para la victoria castellana. Numerosos guanches, entre ellos Bencomo y su hermano Tinguaro, quedaron muertos en el campo de batalla. 
Posteriormente se desató una epidemia que diezmó a los isleños, dejando a la mayoría que sobrevivieron enfermos o débiles, lo que se conoce como la modorra guanche, aunque su exacta dimensión e importancia en el resultado de la batalla permanece controvertida por algunos historiadores.
En diciembre de 1495, los castellanos volvieron a penetrar hacia el norte de la isla en dirección a Taoro. Varios cientos de guanches los esperaban en un barranco cerca del actual municipio de La Victoria de Acentejo, no lejos de donde se produjo la primera batalla de Acentejo. La victoria castellana en la segunda batalla de Acentejo facilitó el hundimiento de la resistencia aborigen y el acceso al valle de Taoro quedó abierto. La batalla decidió la conquista de la isla de Tenerife y el punto final de la conquista de las islas Canarias.